# Маша Мнджоян
Маша Мнджоян (вірм. Մերի Մնջոյան; нар. 7 лютого 1995) — вірменська співачка, стала переможницею конкурсу «Голос Вірменії 1» 3 квітня 2013 року.

## Кар'єра
З 2000 по 2008 рік співала у дитячому ансамблі «Дегджанік». У 2008 році на Дитячому Євробаченні в Лімассолі Маша була автором слів і бек-вокалісткою пісні «The Sound of My Song». У 2007 році стала лауреатом 4-ї премії на міжнародному конкурсі «Берлінські перлини» . У 2012 році пройшла у півфінал конкурсу «Нова хвиля». У 2013 році після перемоги в мегапроекті «Голос Вірменії» отримала можливість взяти участь у півфіналі конкурсу «Нова хвиля 2013». У фіналі конкурсу «Голос Вірменії» виконала пісню дуетом з вірменським учасником проекту «Голос Росії» Артемом Качаряном.
Представляла Вірменію на конкурсі «Нова хвиля», яка проходила у Юрмалі 23-25 липня 2013 року.

## Зовнішні посилання
Մերի Մնջոյանը Հայաստանի ձայն Архівовано 2013-04-20 на Wayback Machine.